# Бочка (одиниця об'єму)
Бочка (мірна бочка) — дометрична одиниця вимірювання об'єму. Могла мати різні значення.

## Руська система
У руській системі мір розрізнялися бочки:
- Бочка велика, наприклад віденська = 4 чверті = 8 осьмин = 72 великих (цехових) гарнців = 144 малих (шинкових) гарнців = 407 л.
- Бочка руська = 2 півбочки = 6 поков = 24 ручки (чверті) = 232 л.

## Російська система
У російській системі бочка рівна 40 відрам (491,96 л).
У Росії в XIX столітті була одиницею місткості для спирту, лляної олії, конопляної олії тощо
Ця одиниця також називалася сорокова бочка або тільки сорокова.
Відомі також:
- Ризька бочка (винна) = 12 5/8 відра
- Пивна бочка = 10 відер
- Польська бочка = 8 відер і близько 14 чарок.
- Бочка смоли (міра ваги) = 8-9 пудів
- Бочка пороху (міра ваги) = 10 пудів